# ケミ (ロシア)
座標: 北緯64度57分 東経34度36分 / 北緯64.950度 東経34.600度

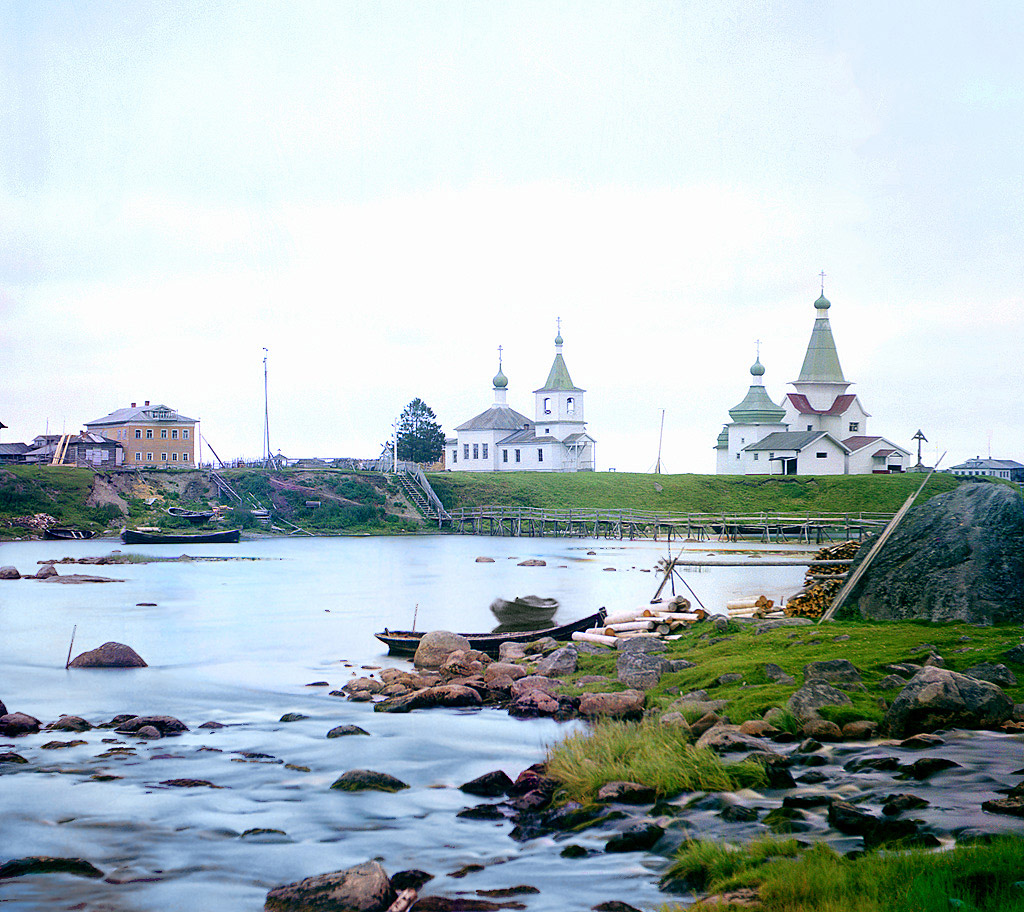
ケミの町（1911年、セルゲイ・プロクジン＝ゴルスキー撮影）

ケミ（Кемь, Kem, フィンランド語: Vienan Kemi）は、ロシアのカレリア共和国にある歴史の古い都市。

## 概要
白海の西側の港町でケミ川の河口にある。カレリアの首都ペトロザヴォーツクからムルマンスク港へ向かう鉄道が通る。人口は14,620人（2002年国勢調査）。沖合にはソロヴェツキー諸島が浮かび、ソロヴェツキー修道院などが世界遺産に登録されている。

## 歴史
白海沿岸一帯にはポモールと呼ばれる人々が住む。ケミの名は1450年の文書で初出しており、ノヴゴロド市の市長（ポサドニック）マルファ・ボレツカヤ（Marfa Boretskaya）が自分の所領であったケミをソロヴェツキー修道院に寄付している。ノヴゴロド公国がモスクワ大公国に併合された後はケミも併合され、1657年には木造の砦が建てられている。
ケミの大聖堂は1711年から1717年の間に建設されたが、これも素晴らしい木造建築である。内部にあるイコノスタシスは17世紀にノヴゴロドからもたらされたイコンで飾られている。
ソロヴェツキー修道院が廃止され政治犯収容所となった時期、1926年から1939年の間はケミから政治犯を載せた船が出港していた。収容所は第二次世界大戦の直前に海軍基地にするために廃止され、ケミにも冷戦時代にはカレリア一帯を管轄する大規模な空軍基地があった。
1978年4月21日に発生した大韓航空機銃撃事件では、不時着地点からヘリで輸送された乗客らがケミ空港へ移送され、その後、市内の公会堂に一時収容された（翌日ムルマンスク空港経由で帰国）。